# 율리에 아씨

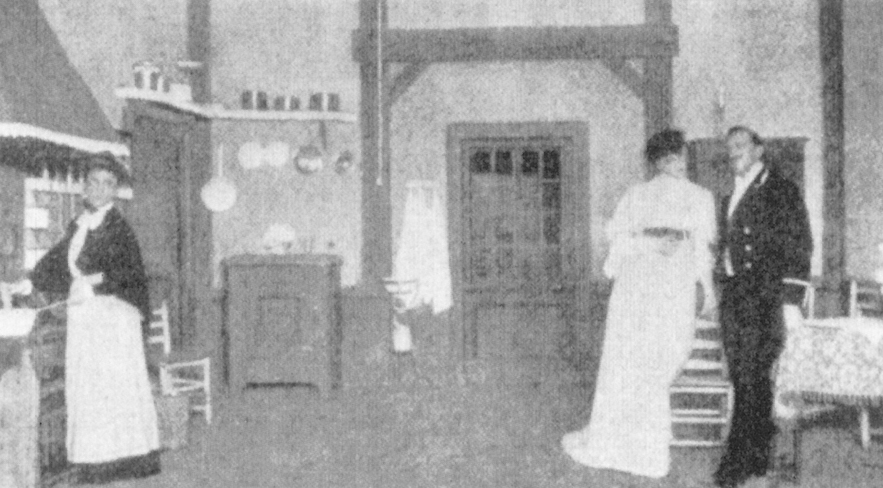

〈줄리 아씨〉(Fröken Julie, 1888)는 아우구스트 스트린드베리의 대표적 희곡으로 ‘유전’과 ‘환경’이라는 당시 자연주의 예술 철학이 바탕에 깔려 있다. 이 작품은 인간의 불안함, 초조와 죄책감, 의무와 체면이 욕망과 혼란스럽게 뒤얽힌 가운데 무엇을 선택할지 이분법적 선택 논리에 의해 좌지우지되는 인간의 모습을 담아낸 철학적인 작품이다.
백작의 딸 줄리와 백작의 하인 얀이 하룻밤을 같이 보내고 서로 공통점이 없다는 것을 알게 되면서 이야기는 파국으로 달려간다. 줄리는 몰락해 가는 귀족의 모습을, 얀은 호시탐탐 신분 상승을 꾀하는 기회주의자의 모습을 보여 준다. 이렇게 이 작품은 남성과 여성이라는 성의 갈등, 귀족과 하인이라는 계급의 갈등, 이상과 현실, 욕망과 사회적 체면, 빈부의 격차 등 다양한 형태의 갈등을 담아내고 있다.
작품의 제목을 그간 우리에게 익숙했던 “미스 줄리”나 “줄리 아씨”로 하지 않고 원어 제목에 맞게 “줄리 아씨”로 정했다. 등장인물도 “줄리”와 “장” 대신 “줄리”와 “얀”으로 했다. 또 다소 고어의 분위기가 느껴지는 “아씨”라는 호칭을 사용했다. 그것이 신분을 나타내기에 적당한 표현이라고 생각했기 때문이다. 이와 관련해 영어 번역본 중에는 “Miss Julie” 대신 신분에 맞게 “Lady Julie”나 “Countess Julie”로 옮긴 경우도 있다. 사실 하인들이 줄리를 부를 때 어떤 호칭을 사용할지를 생각할 때 “아씨”라는 표현이 적당할 것이다. “아가씨”와 달리 “아씨”에는 분명 높임의 의미가 담겨 있기 때문이다.